# Oxyagrion pavidum
Oxyagrion pavidum – gatunek ważki z rodziny łątkowatych (Coenagrionidae). Występuje na terenie Ameryki Południowej.